# أكرم قنبس
أكرم جميل قُنبُس (1958) شاعر وكاتب سوري. ولد في قرية الحارّة من محافظة درعا. درس في دمشق، وتخرّج بجامعتها مجازًا في اللغة العربيّة وآدابها عام 1983. عمل مدرّسًا للغة العربية في سوريا، ودولة الإمارات العربية المتحدة. نشر شعره في الصحف والمجلات السوريّة. له دواوين شعرية ودراسات. 

## سيرته
ولد أكرم جميل قُنبُس في قرية الحارّة من محافظة درعا سنة 1958 ونشأ بها ودرس في دمشق، وتخرّج بجامعتها مجازًا في اللغة العربيّة وآدابها عام 1983. 

عمل مدرّسًا للغة العربية في ثانويات دمشق وفي مدارس إمارة الشارقة بدولة الإمارات العربية المتحدة.

هو عضو اتحاد الكتاب العرب في سوريا، جمعية الشعر وعضو اتحاد كتاب وأدباء الإمارات.

## جوائزه
- 1992: جائزة الشعر الثالثة في مسابقة وزارة الإعلام بدولة الإمارات
- 1995: جائزة أفضل قصيدة في جمعية المعلمين بدولة الإمارات
- 1997: جائزة يوم المستقبل الثاني عشر، من قبل وزارة التربية والتعليم والشباب.

## مؤلفاته
من دواوينه الشعرية:
- اللهب المجدول، 1988
- رحلة في عيون، 1991
- صلاة على روح امرأة، 1992
- لهيب الانتماء
- أكفان لوطن الشمس
- إليك يا حبيبتي

وله في دراسات:
- بدوي الجبل، شاعر العربية والعرب
- عبد القدوس الأنصاري من روّاد الأدب والفكر العربي والإسلامي- دراسة- دار الفرائد بدمشق 1996
- خير الدين الزركلي حامل لواء الشعر والجهاد
- ديوان الإمام الشافعي، تحقيق.

وله أيضا:
- معجم الإملاء العربي، 1998
- مجربات الحكماء في علاج مرض السكر، 2006
- تنشئة الأبناء بين التربية الوقائية والسلوك التعليمي، 2006
- علاجات الشفاء ببركات السماء، 2006